# Microterys didesmococci
Microterys didesmococci är en stekelart som beskrevs av Shi, Si och Wang 1992. Microterys didesmococci ingår i släktet Microterys och familjen sköldlussteklar. Inga underarter finns listade i Catalogue of Life.